# Aeroport de Lumbo
L'aeroport de Lumbo (codi IATA: LFB, codi OACI: FQLU) és un aeroport que serveix Lumbo, al centre de la província de Nampula a Moçambic.